# Zimány Linda
Zimány Linda (Nagykanizsa, 1986. március 29. –) modell, műsorvezető, jogász.

## Életrajza
Szülővárosában élt egészen 18 éves koráig (2004). A Batthyány Lajos Gimnázium tanulója volt. 2005 óta dolgozik modellként a tanulás mellett. 2014-ben jogászként diplomázott a Károli Gáspár Református Egyetem Állam- és Jogtudományi Karán, Budapesten él.
Kilenc évig járt zeneiskolába, zongorázni, szolfézsra, 2 évig tanult énekelni. Angol középfokú nyelvvizsgája van, ezenkívül németül beszél még.
Korábban a Duna Televízión, később a Cool TV-ben műsorvezető.
A Playboy 2008. szeptemberi számában vált meg ruháitól, majd ezt követően több férfimagazinban vállalt szereplést.
2017-ben megcsillogtatta énektudását a Tv2 A nagy duett című műsorában, Oláh Gergő oldalán.

## Magánélete
Zimány magánélete soha sem kerülte el a média érdeklődését. Fiatal lányként szerepelt a V-Tech egyik videoklipjében, és az együttes énekesének, Kefírnek volt a barátnője.
2010 decemberében másfél éves kapcsolat után szakított Kaló Dénes pókerjátékossal. Linda egy interjúban "komoly kapcsolatnak" nevezte az együttlétet. Még ugyanebben a hónapban Zimány és Dzsudzsák Balázs válogatott labdarúgó a Tabu TV bulvár csatorna díjátadó gáláján először vállalta fel nyíltan, hogy egy párt alkotnak. 2012. december 15-én a lapok megírták, hogy Zimány Linda, miután szakított Dzsudzsákkal, Kedves Ferenc milliárdossal volt együtt.

## Eredményei
- 2001 Miss Cyberspace Hungary Gála szépe
- 2002 Miss Teen Hungary
- 2002 Miss Teen Bikini World
- 2002 Miss Bikini World 1st runner up
- 2002 Miss Alpe-Adria
- 2002 Miss Alpe-Adria International (Europe)
- 2003 Model of the world 2nd runner up (Hungary)
- 2003 Miss Balaton különdíj
- 2005 Miss Bikini Hungary
- 2006 Miss Balaton